# 歌声よおこれ
「歌声よおこれ」（うたごえよおこれ）は、サンボマスターが2005年4月27日にリリースした4枚目のシングル。

## 概要
2枚目のアルバム『サンボマスターは君に語りかける』からのリカット。

## 収録曲
全曲　作詞・作曲：山口隆
1. 歌声よおこれ
NHK教育『道徳ドキュメント』OPテーマ
「カルピスウォーター」CM曲
2. サッドバラードの世界
3. 青春狂騒曲（ライブバージョン）